# 終極戰區II：戰鬥指揮官
《終極戰區II：戰鬥指揮官》（Battlezone II:Combat Commander）是一款由Pandemic Studios發行於1999年的電子遊戲，是Activision1998年的《終極戰區》（Battlezone）的續作。和前作相同，遊戲的進行方式融合第一人稱射擊和即時戰略，玩家將搭乘各種載具以第一人稱視角指揮基地建設和作戰。

## 故事背景
故事的起源可以追溯回到1952年的時候，一些隕石墜落在地上時帶來了某種奇特的物質，即是「生化金屬」（bio-metal）。這種金屬擁有奇特的性質，不久以後美國和蘇聯的科學家就大力投注在生化金屬的研究上，並把這種物質用於軍事用途，製造出性能驚人的戰爭機器。但是兩國掌握的生化金屬實在太少了，於是戰火很快燒到太陽系的其他天體上。美國成立了國際太空防禦武力（National Space Defense Force, NSDF），蘇聯則組建了宇宙殖民軍（Cosmos Colonist Army, CCA）。在冷戰期間，兩國在太陽系各處爭奪著星體的領導權並試著找到更多生化金屬。
隨著戰爭進行，雙方得知以前太陽系有過一個叫 Cthonian 的種族，他們創造了生化金屬，以及一種超級武器「狂暴部隊」（Fury）。在冷戰末期的1990年代（這是遊戲進行的年代）蘇聯率先掌握了製造狂暴部隊的技術，但是他們不久就失去了對這種超級部隊的控制，蘇聯被重創，只好向NSDF投降。NSDF和CCA最終聯合起來組成國際太空防禦武力（International Space Defense Force, ISDF），消滅了這些外星人。國際復甦聯盟（Alliance of Awakened Nations, AAN）也在此時成立，監督各個會員國生化金屬的公平分配以避免生化金屬的濫用。
之後，現為將軍的前NSDF菁英，黑狗中隊（Black Dog Squadron）的指揮官亞曼‧巴達克（Armand Braddock）進行了一個不為人知的研究活動：「血統計劃」（Project Pedigree），其目的是把生化金屬和人類融合在一起。巴達克秘密的在冥王星上建立基地，在AAN的管控以外挹注資金進行研究。生化金屬最終成功地和黑狗中隊結合在一起，創造出來的超級戰士有著強大的力量，可以把敵人活生生地撕裂。但是這些過度強大的士兵開始違背巴達克的命令，摧毀了他的實驗室和生化金屬的存放工廠，這些部隊最後離開了太陽系。巴達克只好持續地監控太陽系的邊緣，並發現了一顆他們稱為 Dark Planet 的隱密行星，先前的黑狗中隊在那裡活了下來，並自稱為 Scion。不久後，航海家2號（實際上是ISDF派出的衛星）在太陽系的邊緣被擊落，對冥王星基地的通訊也中斷了。ISDF的軍隊被派往該處，以瞭解發生了什麼事。並在之後開始對 Scion 的戰爭。

## 遊戲進行
《終極戰區2》的遊戲進行方式相當獨特，類似於現實世界，玩者必須在第一人稱視角下指揮部隊，包含建設基地和命令部隊作戰。玩者可以親自帶著部隊並架駛坦克上前作戰，亦能跳下車輛，以步兵的型態進行遊戲。步兵雖然脆弱，但能以手上的狙擊槍殺掉敵人載具的駕駛（輕型部隊的駕駛艙裝甲較薄，會被狙擊槍擊穿）並搶奪其載具。玩家在進行了適當的建設以後，可以替自己的部隊改換各種不同武器和護盾。另外，如果有需要的話，玩家能夠透過某些衛星設施以一般的即時戰略視角進行遊戲。
在一般的對戰模式下，玩家一開始會有一架載具供自己駕駛，並另有一輛做為主基地的資源回收車（Recycler），這輛車可以展開成一個基礎的基地建築，用以生產組裝機械人（Constructor）、拾荒車（Scavenger）和一些輕型部隊。玩家可以命令機器人建設工廠、發電機、科技中心等建築物，機器人也能升級架設起來的拾荒車。地圖的各處會有散落的生化金屬碎片以及生化金屬池，部隊被摧毀時也會掉落碎片，拾荒車就負責蒐集碎片給資源回收車，或在生化金屬池上架設起來，持續地開採。

## 評價
儘管《終極戰區2》試著融合戰略、射擊兩種遊戲模式，但一般的共識是兩邊的遊戲玩家都不能很好的適應這個不熟悉的新遊戲類型。程式設計員肯‧米勒（Ken Miller）說：「《終極戰區2》原本是打算要這麼做沒錯（吸引兩邊的玩家），但卻走向恰恰相反的方向。問題就是這種混合類型的遊戲只會吸引同時喜歡兩種遊戲的玩家，只喜歡其中一種遊戲的玩家則不會喜歡它。這遊戲就落入一種學習曲線的過程了。動作/射擊遊戲玩家可以在市面上找到任何一款動作/射擊遊戲而且毫無窒礙的享受它，因為大部分的遊戲幾乎都用一樣的操控系統而且都以傳統的遊戲進行為特色。同樣地，戰略遊戲玩家也可以找到隨便一款遊戲來玩，儘管戰略遊戲彼此之間的差異比起動作遊戲還來的更大就是了。給動作/射擊玩家一款戰略遊戲或給戰略遊戲玩家一個動作遊戲就會把他們逼出他們的『舒適區』，而且需要更深的學習曲線。我做個簡單的總結，如果有點不公平也就算了，總之是：『FPS玩家不想思索策略；RTS玩家不想戰死沙場。』」
當《終極戰區2》在2000年1月發行的時候的確引發了許多狂熱，但很快地就因為預設配置（out-of-the-box）的程式錯誤和以當時的標準而言過度的系統需求而招致負面評價。遊戲在剛發行的時候多人遊戲模式是無法使用的，一直到 1.1 版修正檔才修好這個錯誤，這也對遊戲有負面的影響。
在對 Battlezone Magazine 的採訪中，《終極戰區2》的程式設計員南森‧馬茨（Nathan Mates）試著解釋為什麼2代沒有在市場上表現亮眼的原因：「雖然遊戲銷售的情況不是很好，但絕對有一群，儘管有些少的，一群喜愛FPS+RTS的人們。他們的選項有點受限，所以他們只玩他們所知和所喜愛的遊戲。如我先前所說（關於為何沒有《終極戰區3》的原因），這種固執的現象真的會造成嚴重的損害——如果《終極戰區》的愛好者沒有一直批評《終極戰區2》，或許就會有更多人接觸《終極戰區2》。我想這個《終極戰區2》會是不一樣的——有很多人對遊戲改變的部分感到相當惱火。」

## 模組編輯
《終極戰區2》是最早提供模組編輯功能的遊戲之一，南森‧馬茨和肯‧米勒的非官方1.3版修正檔大幅擴充了遊戲內容。，這兩位是 Pandemic Studio 的員工，他們在自己的閒暇時間繼續發展遊戲。讓遊戲具備擴充性被認為是維持玩家群、吸引新玩家和新內容的方法。《終極戰區2》的美術指導凱里‧奇科（Carey Chico）說：「這個嘛，我們努力的目標是提供一個強力的模組社群來讓遊戲能繼續下去。看來這有效。」
《終極戰區2》設計成可以支援玩家自製模組，並且附有內建的地圖編輯工具。遊戲原先就有的載具可以修改，玩家可以創造新載具。武器、建築和任務也都可以編輯。

## 外部連結
- Pandemic Studios 官方網站